# IC 3780
IC 3780 је појединачна звијезда у сазвјежђу Ловачки пси која се налази на листи објеката дубоког неба у Индекс каталогу.
Деклинација објекта је + 40° 14' 11" а ректасцензија 12h 47m 8,2s.